# Ampara
Ampara è una città dello Sri Lanka, situata nella Provincia Orientale.